# Paràgraf
El paràgraf és una unitat narrativa, una divisió del text. L'estudia la gramàtica del discurs. Cada paràgraf té un contingut únic i està separat gràficament dels altres.
La separació gràfica pot quedar indicada per un punt i a part (també denominat punt i a cap) o per altres puntuacions indicatives de pausa major que n'impliquen la seva absència (punt d'abreviatura, punts suspensius, signe d'interrogació o signe d'admiració). Igualment el delimita un punt final. En tipografia es pot marcar com ¶ o §. El símbol § neix de la unió de dues S (de «secció») i es pot crear amb la combinació de tecles Alt + 0167.
Segons la posició i funció, pot haver-hi paràgrafs d'introducció, de conclusió, d'explicació, de descripció… Entre ells es coordinen mitjançant paraules d'enllaç o nexes discursius. El paràgraf estructura el text; per això se sol buscar la idea central de cadascun per fer resums. Constitueix l'eix de l'ensenyament de la redacció.